# Darío Villalba
Darío Villalba Flórez (San Sebastián, 22 de febrero de 1939 - Madrid, 16 de junio de 2018) fue un pintor y fotógrafo español. En su juventud también fue patinador, y representó a España en los Juegos Olímpicos de Cortina d'Ampezzo 1956.

## Biografía
Nació en San Sebastián en 1939, en una familia con larga tradición artística. Con 11 años descubrió el patinaje sobre hielo en Estados Unidos, ya que su padre era el cónsul español en Filadelfia. Cada miércoles entrenaba en la pista de hielo. Al regresar a España, "fue un tragedia, solo había una pista de hielo en una pequeña en una sala de fiestas", según recordaba en una entrevista.
Con 18 años realizó su primera exposición en la galería Alfil de Madrid y comenzó sus estudios en la Escuela de Bellas Artes de San Fernando, al mismo tiempo estudió Derecho, que abandonó, y Filosofía y Letras. También practicaba dibujo en el Círculo de Bellas Artes de Madrid.
En París pintó en el taller de André Lhote durante unos meses. En 1962 recibió una beca para estudiar en la Universidad de Harvard, lo que supuso una serie de exposiciones en USA, dando a conocer sus series: La Duquesa de Alba y Fósiles, torsos y huellas. En 1967 comenzó sus viajes a Londres que se convirtieron en una excelente fuente de imágenes fotográficas urbanas. Su serie Los Encapsulados le proporcionó un gran éxito internacional.
Los últimos años de su vida estuvo enfermo, y se vio obligado a utilizar un respirador de oxígeno. Falleció a causa de un infarto, en Madrid.

## Premios y reconocimientos
- Participación en la XXXV Bienal de Venecia (1970)
- Participación en la VII Bienal de París (1971)
- Premio Internacional de Pintura en la XII Bienal de Sao Paulo (1973)
- Premio Internacional del Jurado en la XIII Bienal de Arte Gráfico en Liubliana (1979)
- Premio Nacional de Artes Plásticas (1983)
- Medalla al Mérito en las Bellas Artes (2003)
- Miembro numerario de la Real Academia de Bellas Artes de San Fernando (17 de noviembre de 2002). Su discurso de entrada llevó por título “En torno al acto creativo: Nuevas reflexiones”.
- Participación en la 14 Biennale de Lyon (2017-2018).[7]

## Obra
Su obra forma parte de colecciones de mucho prestigio, tales como Solomon Guggenheim; Metropolitan Museum de New York; Nacional Museum of Contemporary Art de Oslo; IVAM; Museo de Arte Abstracto Español de Cuenca; Museo Nacional Centro de Arte Reina Sofía; la Fundación Juan March; Artium, Centro-Museo Vasco de Arte Contemporáneo; exponiendo también en otras ciudades como: Ginebra, Ostende, Lausana, París, Ciudad de México, Ámsterdam, Sevilla, Canberra, Humlebaek, Róterdam, Bochum, Bruselas, Teherán, Kruishouten, Vitoria, Tenerife, Linz, Massachusetts, Connecticut, San Sebastián, Varsovia, Cleveland, Santander, Castellón de la Plana, Elche, Zaragoza, Roma, Alicante, San Francisco, Colonia, Barcelona, Finlandia, Mallorca y Monterrey N. L. (México).
Una característica de su obra es el empleo de la fotografía en sus investigaciones plásticas. Sus trabajos son pioneros en este tipo de expresión y le permitieron ser representante en la Bienal de Venecia en 1970. Sus fotografías se convierten en base pictórica, como un soporte de elementos pictóricos; se trata de fotos que obtiene de diversos medios o realiza él mismo que son como una fuente de iconos, al descontextualizarlas, defomarlas, etc. En una declaración señala: "En mi obra la pintura es fotografía y la fotografía es pintura".
En 1994 se realizó una exposición antológica en el IVAM: Darío Villalba 1964 - 1994, en la que se pudo observar cómo fue precursor de actitudes estéticas posteriores. Esta exposición se hizo itinerante al año siguiente por "The National Museum of Contemporary Art Oslo". En 2001 en el Centro Gallego de Arte Contemporáneo (CGAC) se realizó una exposición denominada Documentos básicos 1957 - 2001, que es un diario en imágenes que recoge el planteamiento general de su obra. En 2007 el MNCARS realizó una exposición retrospectiva de su obra desde 1957 a 2007. En 2014 se muestra su obra en la exposición Testigo documental. El poder de la imagen en Darío Villalba en la Galería Freijo en Madrid, dentro del marco del Festival Off de PHotoEspaña 2014. El texto del catálogo para esta exposición fue escrito por Francisco Calvo Serraller. En 2019 tuvo lugar la exposición Darío Villalba. Pop Soul. Encapsulados & Otros, presentada en la Sala Alcalá 31 en Madrid, comisariada por María Luisa Martín de Argila.

## Historial de competiciones
| Evento             | 1956 |
| ------------------ | ---- |
| Juegos Olímpicos   | 14.º |
| Campeonato Mundial | 15.º |